# Frank Richard Stockton
Frank Richard Stockton (Filadélfia, 5 de abril de 1834 - Washington, D.C., 20 de abril de 1902) foi um escritor e humorista norte-americano, mais conhecido pela coletânea de contos de fadas inovadores .

## Biografia
Filho de um pastor protestante e de sua segunda esposa, Stockton era um menino frágil, com dificuldades em seu relacionamento com outras crianças de sua idade por causa de uma perna mais curta que a outra, que limitava as brincadeiras na Infância. Em compensação, desenvolveu extraordinária imaginação e manifestou o desejo de seguir a carreira de escritor, decepcionando o seu pai que queria que ele fosse médico. Porém, desde pequeno, criava histórias e enredos fantásticos para sua diversão e dos irmãos. A forma mais corriqueira de suas criações era representada por personagens que viviam no mundo da fantasia, porém se comportavam como habitantes do mundo real - marca característica de sua literatura infantil e de ficção científica. Ao concluir o curso colegial (atual ensino médio no Brasil), o jovem Stockton trabalha como entalhador em madeira, mas não relega a habilidade na escrita e continua a exercitar essa prática que fez dele um dos melhores contistas de sua época.
Em 1867, Stockton, que escrevia para um jornal fundado por seu irmão, publica sua primeira obra, Ting-a-ling, no The Riverside Magazine. Passou a trabalhar na revista Heart and Home, onde, além dos contos infantis, escreveu também histórias e artigos para adultos. Trabalhou, assim, em jornais e revistas até 1878, quando teve problemas com a visão e precisou ditar para sua mulher para continuar criando suas obras, e produziu, até o final do século XIX, valorizando a intenção humorística e rejeitando inserir em seu trabalho os significados filosóficos ocultos ou profundas críticas Sociais. Seu principal objetivo era o entretenimento, para crianças ou adultos.
O sucesso financeiro permitiu que Stockton viajasse com frequência, com a sua família, ao exterior. Essas viagens fortaleceram seu propósito de escritor e estimularam sua imaginação fértil, levando-o a escrever grandes sucessos, como "O naufrágio de Mrs. Lecks e Mrs. Aleshine" (1886), inspirado em duas viúvas da pequena Pensilvânia de então.
A influência do escritor Júlio Verne (1828-1905) em sua obra é percebida, especialmente, nos contos de ficção científica, a exemplo de "The Great Stone of Sardis" (A grande rocha de Sardis, 1898) que tem como cenário a cidade de Nova York no ano de 1947. Stockton é, também, influenciado por Edgar Allan Poe, na "exploração" do oculto e outras manifestações espiritualistas em sua prosa. O conto "The Lady in the Box" (A mulher na caixa, 1902), por exemplo, reflete essa influência e de elementos góticos.
No final de sua vida, Frank Richard Stockton compra uma casa em Claymont, Virgínia Ocidental. Admirado e querido por todos que o conheceram, Stockton era um homem modesto, tímido, sincero e possuidor de grande senso de humor. Em 1902, durante um banquete na Academia Nacional de Ciências, sente-se mal e morre em consequência de uma hemorragia cerebral.

## Principais obras
- Ting-a-ling (1867) - coletânea de histórias infantis.
- The Lady, or the tiger? (1882) - Sua obra mais conhecida.[notas 3]
- Rudder Grang (1885) - série de episódios sobre as desventuras de um jovem casal.
- "O Naufrágio de Mrs Lecks e Mrs. Aleshine" (1886) - série de episódios que relatam a vida de duas viúvas.
- The Transferred Ghost - "O fantasma transferido" (1895). - conto que retoma o tema da vida após a morte com pitadas de humor.
- The Great Stone of Sardis (A grande rocha de Sardis (1898)
- The Lady in the Box" - "A mulher na caixa" (1902) - história de uma mulher que passa quarenta anos sem envelhecer.